# Mezquita-Catedral de Córdoba
Mezquita-Catedral de Córdoba je původně středověká mešita ve španělské Córdobě, do které byla v 16. století vestavěna katedrála zasvěcená Neposkvrněnému početí Panny Marie. Dnes slouží jako římskokatolická katedrála, ale v době, kdy byla tato část Španělska spravována Maury, území patřilo k Al-Andalusi, sloužila jako Velká mešita v Córdobě.
Stavba stojí na místě původně vizigótského chrámu sv. Vincenta mučedníka, mešitu zde začal stavět Abdurrahmán I. v 8. století, pokračoval Abdurrahmán II., al-Hakam II. a Hišám II. (resp. Almanzor).
Stavba je dlouhá 179 m a široká 134 m a rozkládá se na 23 000 m², což z ní dělá jednu z největších sakrálních staveb na světě. Mešita je inspirována především umajjovskou mešitou v Damašku a je zároveň pokládána za nejlepší stavbu západního umajjovského chalifátu.

## Historie
Na místě, kde dnes stojí Mezquita je doložen již pohanský římský chrám z dob, kdy místo spadalo pod správu římské říše, po obsazení vizigótskou říší zde vznikl křesťanský kostel zasvěcený španělskému mučedníkovi Vincencovi ze Zaragozy.
Se stavbou mešity začal první umajjovský córdobský emír Abdurrahmán I. v roce 784, nicméně stavbu doplňovali a rozšiřovali jeho následovníci po dalších dvě stě let. Sloupy v nejstarší části jsou ještě převzaty z dřívějšího kostela, speciálně pro stavbu začaly být tesány až za následníka Abdurrahmána II. Abdurrahmán III. nezasáhl výrazně do stavby, pouze vztyčil minaret u vchodu, jeho nástupce al-Hakam II. rozšířil stavbu a doplnil mihráb o nové prvky. Poslední velké rozšíření došlo za vlády Hišáma II., který byl ovšem velmi slabý a fakticky za něho vládl vezír Almanzor, v roce 987. V následujících letech zmatků byla Córdoba několikrát drancována, což se také podepsalo na stavbě.
Za součást mešity je považován i Patio de Naranjas, Pomerančový dvůr.
V roce 1236 dobyl kastilský král Ferdinand III. Córdobu na Maurech a stejného roku byla i mešita přeměněna na křesťanský kostel. Následně Alfons X. nařídil stavbu kapli Villaviciosa a královskou kapli. Po dalších 250 let docházelo jen k drobným opravám a dostavbám.
Córdobský biskup Íñigo Manrique (1486–1496) přišel s návrhem na vybudování kostelní gotické lodi, což se nakonec přes poměrně silný odpor měšťanů podařilo prosadit za jeho nástupce dona Alonsa Manrique v roce 1523, kdy se začalo se stavbou katedrály ve stylu tzv. plateresco. Podařilo se to zejména díky svolení nového krále Karla V. (respektive prvního jako španělského krále). Když později uviděl toto dílo, údajně litoval svého povolení a měl prohlásit „…Zničili jste tady něco, co bylo jedinečné.“

## Galerie

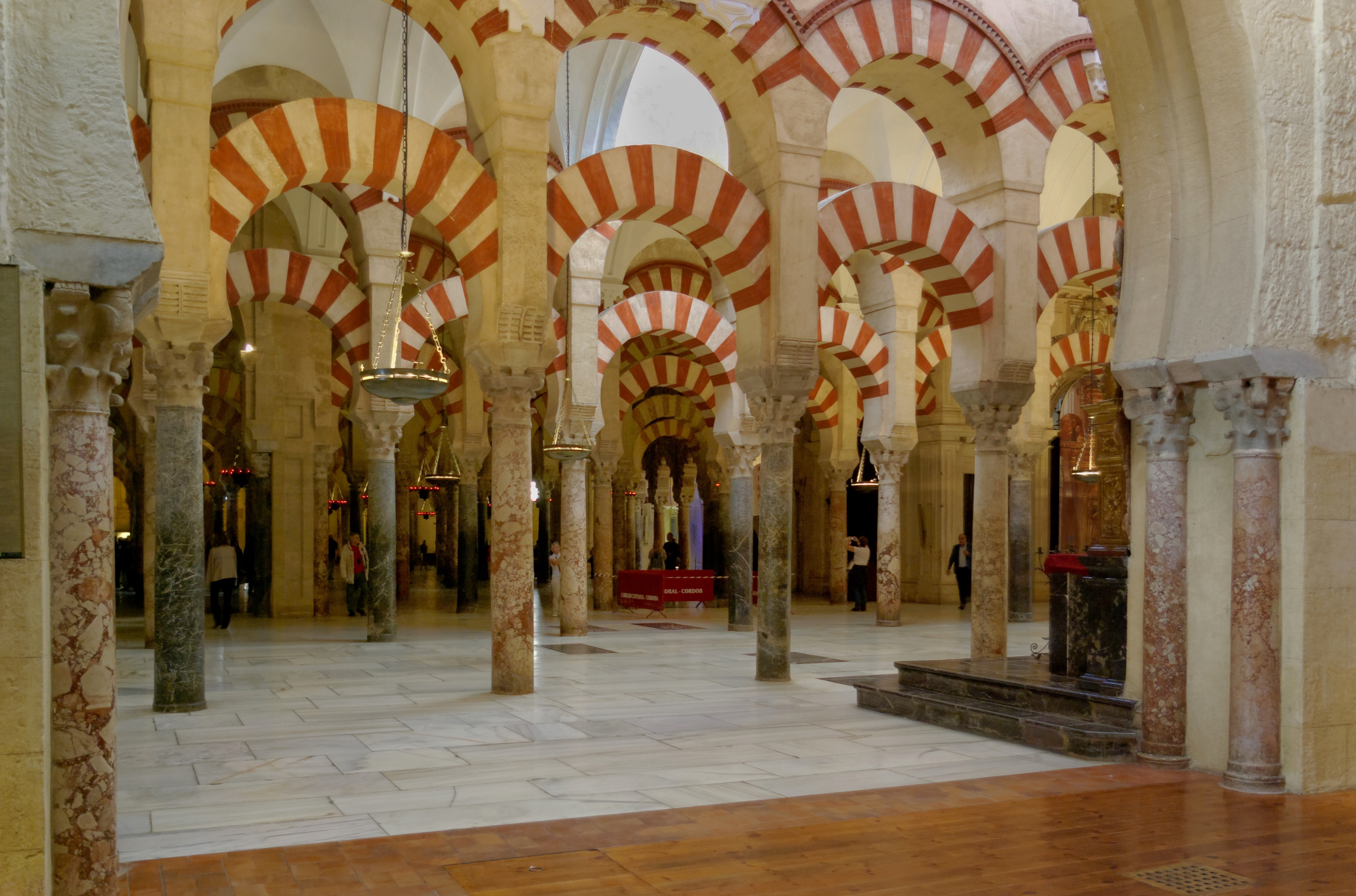
Pohled na slovutný „les sloupů“ v mešitě
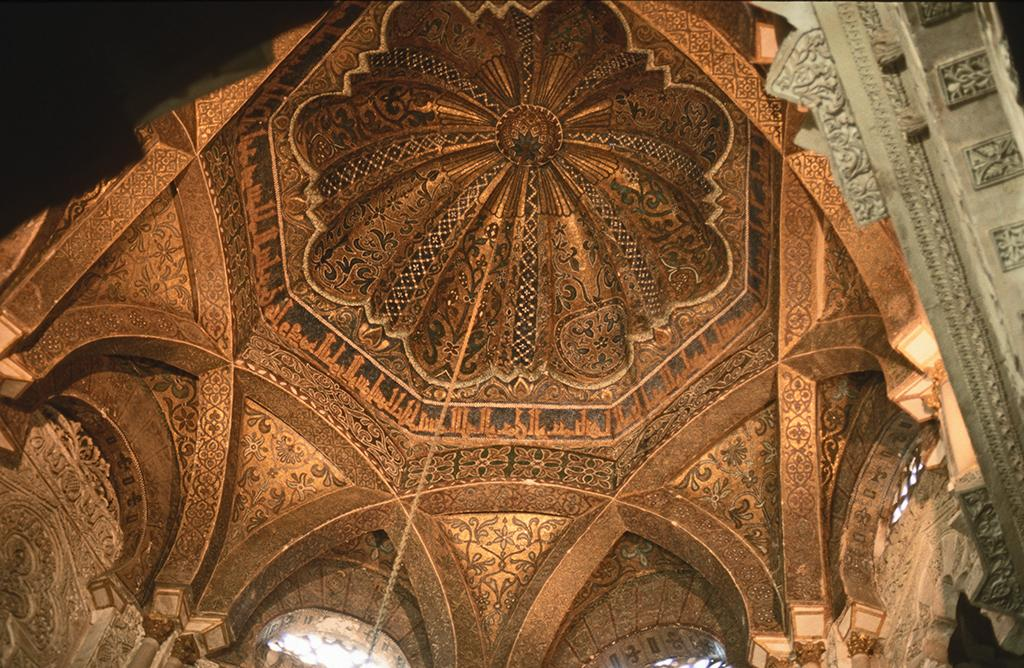
Řešení kopule